# Nasipit
Nasipit é um município de  terceira classe de renda municipal (d) na província Agusan do Norte, nas Filipinas. De acordo com o censo de 1 de maio  de  2020 possui uma população de 44 822 pessoas e 10 580 domicílios.